# Santo Estêvão de Barrosas
Santo Estêvão de Barrosas ist ein Ort und eine ehemalige Gemeinde (Freguesia) im portugiesischen Kreis Lousada. Die Gemeinde hatte 978 Einwohner (Stand 30. Juni 2011).
Am 29. September 2013 wurden die Gemeinden Barrosas (Santo Estêvão) und Lustosa zur neuen Gemeinde União das Freguesias de Lustosa e Barrosas (Santo Estêvão) zusammengeschlossen.